# Media tensione

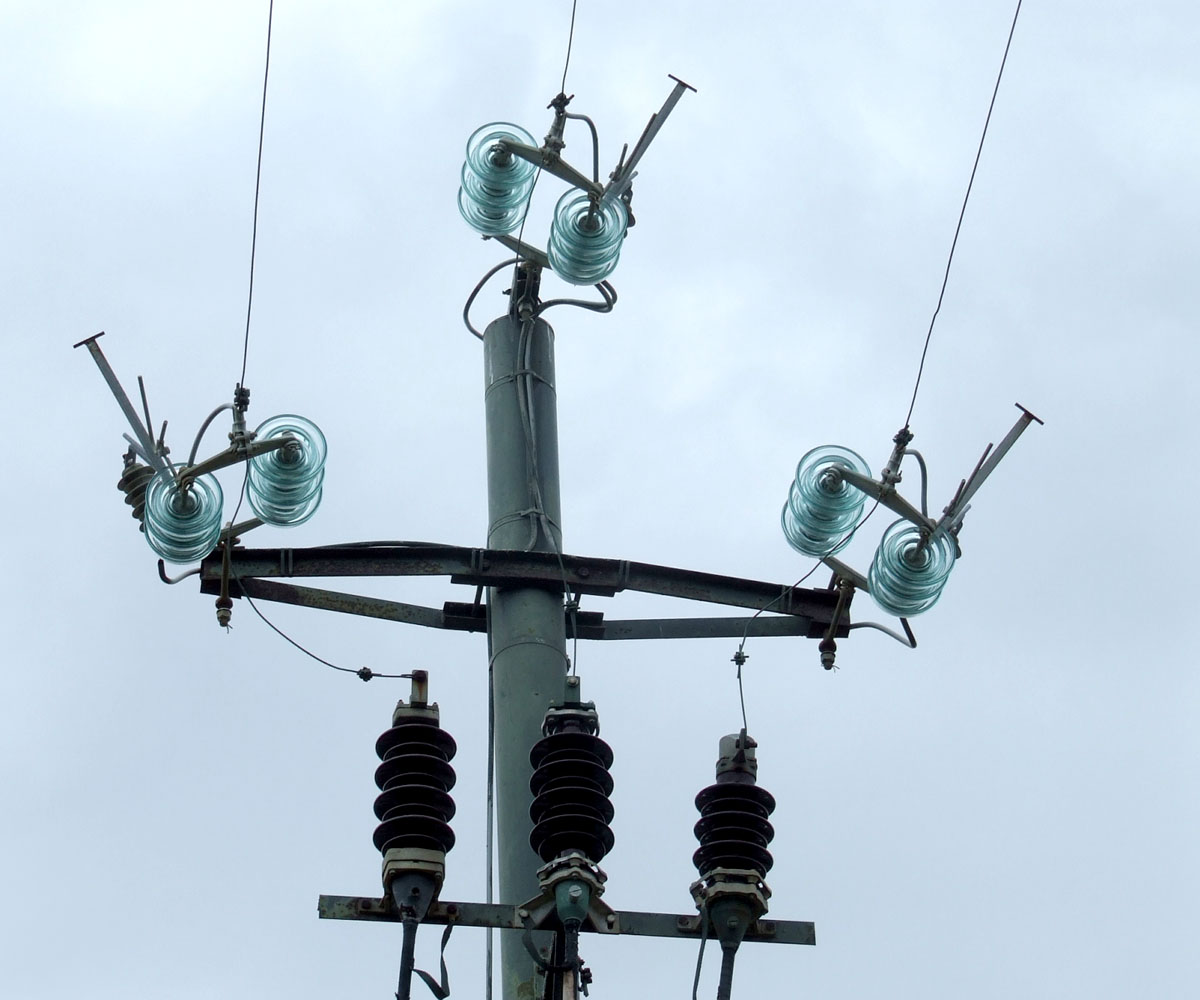
Isolatori

Nel sistema di distribuzione di energia elettrica la media tensione (MT) è utilizzata nei tratti intermedi compresi tra le stazioni ricevitrici di alta tensione dagli elettrodotti e le cabine di trasformazione finale per la consegna in bassa tensione (BT). Alcuni grandi utenti acquistano l'energia elettrica direttamente in media tensione, provvedendo poi a ridurla in BT con cabine private.

## Valori
In accordo con la norma CEI 11-1 si definisce media tensione l'intervallo di tensione elettrica compreso:
Corrente alternata:

tra 1.000 e 35.000 volt
Corrente continua:

tra 1.500 e 30.000 volt
Per quanto riguarda l'Italia, il Comitato elettrotecnico italiano ha fissato dei valori delle tensioni da considerare normali e da adoperare per gli impianti, che sono 10 kV, 15 kV e 20 kV. Nella rete di MT Enel i valori più utilizzati sono 15 kV nel centro-nord Italia e 20 kV nel centro-sud. Le reti MT delle grandi città con distributori differenti hanno spesso valori differenti. A Milano vi sono generalmente reti MT da 15 kV e reti da 23 kV a volte ridotti a 9 in cabine intermedie.

## Utilizzi
La media tensione viene utilizzata per la distribuzione dell'energia verso le cabine di media tensione (MT/BT), alle quali sono collegate le singole utenze a bassa tensione (230/400V), e verso grandi utenze che necessitano di potenze elevate, come industrie e trasporti su ferro: dopo trasformazione, sulla linea aerea di contatto (chiamata anche "catenaria ferroviaria"), le Ferrovie dello Stato erogano la media tensione a 3 kV in corrente continua, mentre sulle nuove linee ad alta velocità viene fornita una media tensione di 25 kV in corrente alternata sempre a 50 Hz.

## Normativa sulla media tensione
In Italia il settore elettrico è regolamentato dalle norme CEI.
Alcune norme che trattano della media tensione sono:
- CEI 20-77 Cavi elettrici per distribuzione, Cavi in media tensione isolati con carta impregnata;
- CEI EN 61334-3-21 Prescrizioni sulla trasmissione dei segnali in rete, Dispositivo di accoppiamento capacitivo isolato fase-fase in media tensione;
- CEI EN 61000-2-12 Livelli di compatibilità per i disturbi condotti in bassa frequenza e la trasmissione di segnali sulle reti pubbliche di alimentazione a media tensione;
- CEI EN 61936-1 (CEI 99-2) Impianti elettrici con tensione superiore a 1 kV in Corrente Alternata. (Sostituisce la precedente normativa CEI 11-1)
- CEI 0-16 Regola tecnica di riferimento per la connessione di Utenti attivi e passivi alle reti AT e MT delle imprese distributrici di energia elettrica